# Georgios Bogris
Georgios Bogris (en griego:  Γιώργος Μπόγρης; Atenas, 19 de febrero de 1989) es un jugador griego de baloncesto. Con 2,10 m de estatura, ocupa la posición de pívot en las filas del AEK Atenas de la Liga Griega.

## Equipos
- Ilisiakos BC  (2006-2009)
- Panathinaikos BC (2009-2011)
- Peristeri BC (2011)
- Rethymno BC (2011)
- Aris Salónica BC (2011-2012)
- Panionios BC (2012-2013)
- PAOK Salónica BC (2013-2014)
- Bàsquet Club Andorra (2014-2015)
- Club Basket Bilbao Berri (2015-2016)
- Iberostar Tenerife (2016-2017)
- Olympiacos B.C. (2017-2019)
- Promitheas Patras B.C. (2019)
- Iberostar Tenerife (2019-2021)
- AEK Atenas (2021-)

## Palmarés

#### Clubes
- A1 Ethniki (2010, 2011)
- Euroliga (2011)
- Liga de Campeones de Baloncesto (2017)
- Copa Intercontinental (1): 2020.

#### Individual
- MVP de la Jornada 6 de Liga de Campeones de Baloncesto 2016-17
- Mejor quinteto de la Champions League (2017)